# Uvarus pinheyi
Uvarus pinheyi är en skalbaggsart som beskrevs av Olof Biström 2000. Uvarus pinheyi ingår i släktet Uvarus och familjen dykare. Inga underarter finns listade i Catalogue of Life.